# Marty Thau
Marty Thau (7. prosince 1938 – 13. února 2014) byl americký hudební producent a manažer.
Narodil se v New Yorku a v letech 1956 až 1960 studoval na New York University. Svou kariéru zahájil počátkem šedesátých let, kdy pracoval pro různá vydavatelství. Později se stal zaměstnancem produkční společnosti Inherit Productions a díky spolupracoval s umělci, jakými byli například Van Morrison nebo John Cale; alba všech těchto interpretů produkoval Thauův spolupracovník Lewis Merenstein. Po odchodu ze společnosti se stal manažerem rockové skupiny New York Dolls a v roce 1976 založil hudební vydavatelství Red Star Records. Během své producentské kariéry spolupracoval s řadou hudebních skupin, mezi které patří například Ramones, Martin Rev, Suicide a The Fleshtones.
Zemřel v roce 2014 ve věku pětasedmdesáti let po komplikacích způsobených selháním ledvin.